# أندرو س. مكارثي
أندرو س. مكارثي (بالإنجليزية: Andrew C. McCarthy) هو صحفي أمريكي، ولد في 1959.

## وصلات خارجية
- أندرو س. مكارثي على موقع إن إن دي بي (الإنجليزية)